# Sedimentationsanlage

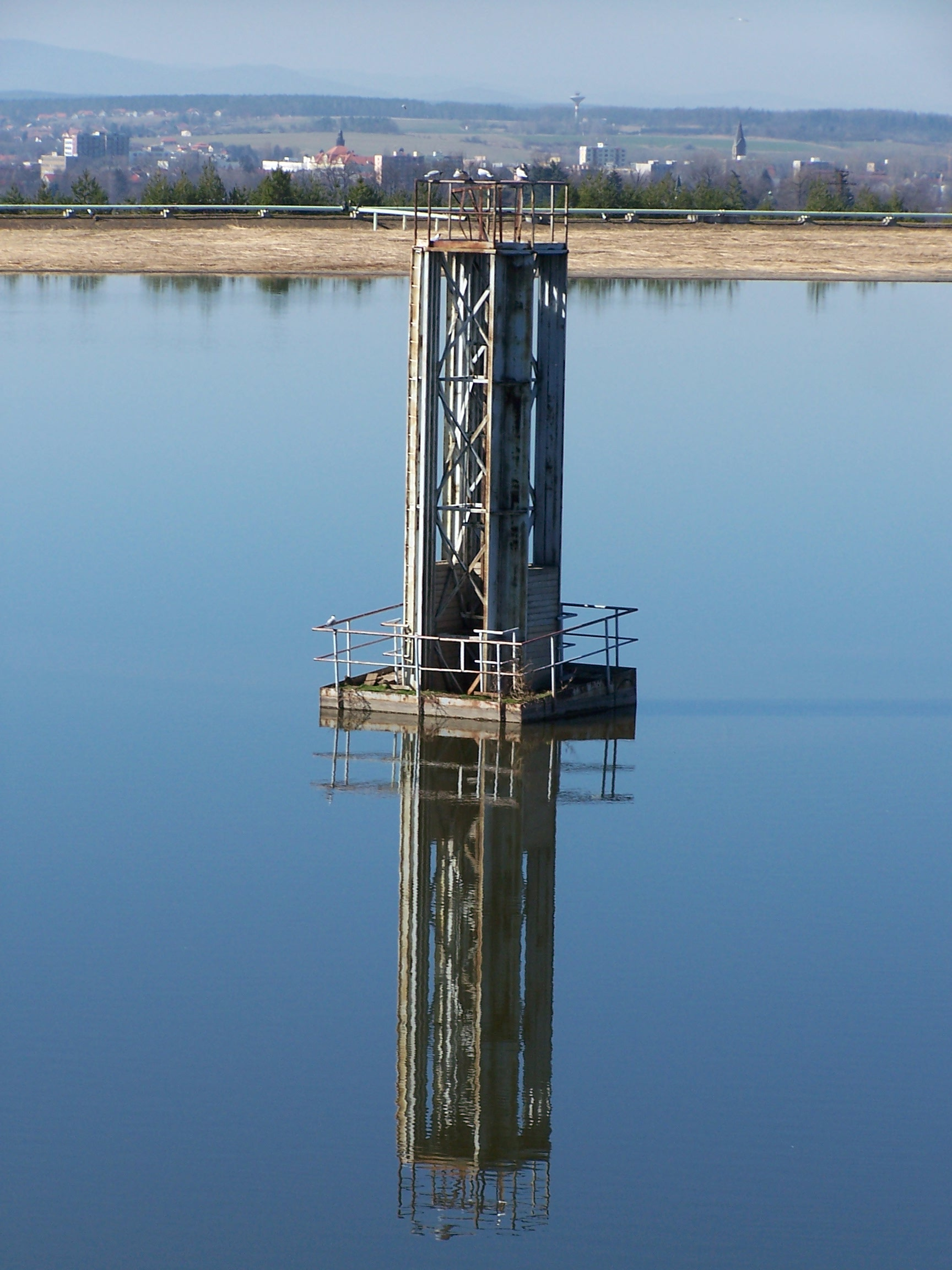
Sedimentationsanlage, České Budějovice

Sedimentationsanlagen mit Absperrbauwerken (Damm) sind eine besondere Form der Stauanlagen, da sie nicht nur Wasser, sondern planmäßig auch einen hohen Anteil Schlamm (in Wasser fein verteilte Schwebstoffe) enthalten. Der Schlamm stammt etwa aus der Rohstoffgewinnung (Bergbau) und -aufbereitung oder anderen technischen Prozessen und soll in der Sedimentationsanlage entwässert und oft auch entsorgt werden.
Es gibt Sedimentationsanlagen, die wie eine Talsperre ein Tal versperren, u-förmig sich an einen Hang anlehnen oder in einer Ebene aus einem Ringdamm bestehen. Häufig werden Teile des Sediments auch als Sperrenbaustoff verwendet. Dabei wird der Schlamm vom Absperrbauwerk aus in das Becken eingespült, so dass sich die groberen Bestandteile am Bauwerk ablagern und für dessen Aufhöhung genutzt werden. Dies erfordert genaue Untersuchungen des Sediments und eine sorgfältige Überwachung des Betriebes.
Aus der Zusammensetzung des Schlamms kann bei umweltschädlichen Bestandteilen eine zusätzliche Gefährdung resultieren, für die besondere Maßnahmen und Überwachungseinrichtungen erforderlich werden.
Dem gegengesetzten Zweck dient eine schwimmende Tauchwand, die sedimentbeladenes Wasser unterhalb passieren lässt, während aufschwimmende Stoffe zurückgehalten werden.